# IIHF Challenge Cup of Asia 2014
Der IIHF Challenge Cup of Asia 2014 war die siebte Austragung des durch die Internationale Eishockey-Föderation IIHF durchgeführten Wettbewerbs. Insgesamt nahmen zwischen dem 24. Februar und dem 22. März 2014 zehn Nationalmannschaften an den zwei Turnieren der Top-Division sowie der erstmals ausgetragenen Division I teil.
Den Titel sicherte sich zum vierten Mal die Republik China (Taiwan), die sich mit einer makellosen Bilanz von fünf Siegen in ebenso vielen Spielen den ersten Platz sicherte.

## Teilnehmer, Austragungsorte und -zeiträume
- Top-Division: 16. bis 22. März 2014 in Abu Dhabi, Vereinigte Arabische Emirate
Teilnehmer:  Republik China (Taiwan) (Titelverteidiger),  Hongkong,  Kuwait,  Mongolei,  Thailand,  Vereinigte Arabische Emirate

- Division I: 24. Februar bis 2. März 2014 in Bischkek, Kirgisistan
Teilnehmer:  Indien (Absteiger),  Kirgisistan (Neuling),  Macau (Absteiger),  Singapur (Absteiger)

 Malaysia verzichtete im Vergleich zum Vorjahr auf eine Teilnahme am Wettbewerb.

## Top-Division
Die Top-Division des IIHF Challenge Cup of Asia wurde vom 16. bis 22. März 2014 in Abu Dhabi, der Hauptstadt der Vereinigten Arabischen Emirate, ausgetragenGespielt wurde im 1.200 Zuschauer fassenden Abu Dhabi Ice Rink. Am Turnier nehmen fünf Nationalmannschaften teil, die in einer Einfachrunde den Turniersieger ausspielten. Das Team der Republik China (Taiwan) gewann zum insgesamt vierten Mal den Titel.
| 16. März 2014 13:00 Uhr (Ortszeit) | Hongkong | 1:2 n. P. (0:0, 1:0, 0:1, 0:0, 0:1) Spielbericht | Thailand | Ice Rink, Abu Dhabi Zuschauer: 56 |

| 16. März 2014 16:30 Uhr | Mongolei | 3:10 (2:4, 0:2, 1:4) Spielbericht | Republik China (Taiwan) | Ice Rink, Abu Dhabi Zuschauer: 205 |

| 16. März 2014 20:00 Uhr | Vereinigte Arabische Emirate | 5:1 (3:0, 0:0, 2:1) Spielbericht | Kuwait | Ice Rink, Abu Dhabi Zuschauer: 437 |

| 17. März 2014 13:00 Uhr | Republik China (Taiwan) | 16:1 (6:0, 6:1, 4:0) Spielbericht | Kuwait | Ice Rink, Abu Dhabi Zuschauer: 59 |

| 17. März 2014 16:30 Uhr | Hongkong | 2:9 (1:4, 1:1, 0:4) Spielbericht | Mongolei | Ice Rink, Abu Dhabi Zuschauer: 77 |

| 17. März 2014 20:00 Uhr | Thailand | 4:5 n. V. (1:3, 0:1, 3:0, 0:1) Spielbericht | Vereinigte Arabische Emirate | Ice Rink, Abu Dhabi Zuschauer: 150 |

| 19. März 2014 13:00 Uhr | Mongolei | 3:1 (0:0, 1:1, 2:0) Spielbericht | Kuwait | Ice Rink, Abu Dhabi Zuschauer: 48 |

| 19. März 2014 16:30 Uhr | Republik China (Taiwan) | 15:1 (3:0, 7:1, 5:0) Spielbericht | Thailand | Ice Rink, Abu Dhabi Zuschauer: 55 |

| 19. März 2014 20:00 Uhr | Hongkong | 1:5 (0:0, 1:2, 0:3) Spielbericht | Vereinigte Arabische Emirate | Ice Rink, Abu Dhabi Zuschauer: 124 |

| 20. März 2014 13:00 Uhr | Thailand | 2:8 (1:2, 1:3, 0:3) Spielbericht | Mongolei | Ice Rink, Abu Dhabi Zuschauer: 150 |

| 20. März 2014 16:30 Uhr | Kuwait | 0:6 (0:3, 0:2, 0:1) Spielbericht | Hongkong | Ice Rink, Abu Dhabi Zuschauer: 104 |

| 20. März 2014 20:00 Uhr | Vereinigte Arabische Emirate | 2:5 (1:0, 0:2, 1:3) Spielbericht | Republik China (Taiwan) | Ice Rink, Abu Dhabi Zuschauer: 470 |

| 22. März 2014 13:00 Uhr | Republik China (Taiwan) | 7:1 (3:1, 2:0, 2:0) Spielbericht | Hongkong | Ice Rink, Abu Dhabi Zuschauer: 121 |

| 22. März 2014 16:30 Uhr | Kuwait | 2:10 (1:6, 1:2, 0:2) Spielbericht | Thailand | Ice Rink, Abu Dhabi Zuschauer: 134 |

| 22. März 2014 20:00 Uhr | Vereinigte Arabische Emirate | 3:1 (1:0, 0:1, 2:0) Spielbericht | Mongolei | Ice Rink, Abu Dhabi Zuschauer: 437 |

| Pl. |                              | Sp | S | OTS | OTN | N | Tore  | Punkte |
| 1.  | Republik China (Taiwan)      | 5  | 5 | 0   | 0   | 0 | 53:08 | 15     |
| 2.  | Vereinigte Arabische Emirate | 5  | 3 | 1   | 0   | 1 | 20:12 | 10     |
| 3.  | Mongolei                     | 5  | 3 | 0   | 0   | 2 | 24:18 | 9      |
| 4.  | Thailand                     | 5  | 1 | 1   | 1   | 2 | 19:31 | 6      |
| 5.  | Hongkong                     | 5  | 1 | 0   | 1   | 3 | 11:23 | 4      |
| 6.  | Kuwait                       | 5  | 0 | 0   | 0   | 5 | 05:40 | 0      |

Abkürzungen: Pl. = Platz, Sp = Spiele, S = Siege, OTS = Siege nach Verlängerung (Overtime) oder Penaltyschießen, OTN = Niederlagen nach Verlängerung oder Penaltyschießen, N = Niederlagen

Erläuterungen: Absteiger in die Division I

## Division I
Die erstmals ausgetragene Division I des IIHF Challenge Cup of Asia wurde vom 24. Februar bis 2. März 2014 in der kirgisischen Hauptstadt Bischkek ausgetragen. Gespielt wurde im 2.200 Zuschauer fassenden Gorodskoi Katok. Am Turnier nahmen vier Nationalmannschaften teil, die in zunächst einer Einfachrunde die Platzierungen innerhalb der Gruppe ausspielten und anschließend eine K.O.-Runde bestritten.
Der Gastgeber und Topfavorit Kirgisistan unterlag im Finalspiel des Turniers überraschenderweise der Mannschaft aus Macau mit 4:5, die sich damit den Aufstieg in die Top-Division sicherte.

### Vorrunde
| 24. Februar 2014 16:00 Uhr (Ortszeit) | Macau | 12:0 (2:0, 5:0, 5:0) Spielbericht | Indien | Gorodskoi Katok, Bischkek Zuschauer: 107 |

| 24. Februar 2014 19:00 Uhr | Kirgisistan | 6:3 (3:1, 1:1, 2:1) Spielbericht | Singapur | Gorodskoi Katok, Bischkek Zuschauer: 403 |

| 26. Februar 2014 16:00 Uhr | Singapur | 2:1 (0:0, 0:0, 2:1) Spielbericht | Macau | Gorodskoi Katok, Bischkek Zuschauer: 87 |

| 26. Februar 2014 19:00 Uhr | Indien | 2:6 (0:1, 1:2, 1:3) Spielbericht | Kirgisistan | Gorodskoi Katok, Bischkek Zuschauer: 427 |

| 27. Februar 2014 16:00 Uhr | Singapur | 6:2 (1:0, 0:1, 5:1) Spielbericht | Indien | Gorodskoi Katok, Bischkek Zuschauer: 88 |

| 27. Februar 2014 19:00 Uhr | Kirgisistan | 3:1 (1:1, 2:0, 0:0) Spielbericht | Macau | Gorodskoi Katok, Bischkek Zuschauer: 412 |

| Pl. |             | Sp | S | OTS | OTN | N | Tore  | Punkte |
| 1.  | Kirgisistan | 3  | 3 | 0   | 0   | 0 | 16:06 | 9      |
| 2.  | Singapur    | 3  | 2 | 0   | 0   | 1 | 11:09 | 6      |
| 3.  | Macau       | 3  | 1 | 0   | 0   | 2 | 14:05 | 3      |
| 4.  | Indien      | 3  | 0 | 0   | 0   | 3 | 04:24 | 0      |

Abkürzungen: Pl. = Platz, Sp = Spiele, S = Siege, OTS = Siege nach Verlängerung (Overtime) oder Penaltyschießen, OTN = Niederlagen nach Verlängerung oder Penaltyschießen, N = Niederlagen

### Finalrunde
|  | Halbfinale | Halbfinale  | Halbfinale |                  |  | Finale | Finale      | Finale |
|  |            |             |            |                  |  |        |             |        |
|  |            |             |            |                  |  |        |             |        |
|  | 1          | Kirgisistan | 16         |                  |  |        |             |        |
|  | 4          | Indien      | 2          |                  |  | 1      | Kirgisistan | 4      |
|  |            |             |            |                  |  | 3      | Macau       | 5      |
|  |            |             |            |                  |  |        |             |        |
|  |            |             |            | Spiel um Platz 3 |  |        |             |        |
|  | 2          | Singapur    | 1          |                  |  |        |             |        |
|  | 3          | Macau       | 2          |                  |  | 2      | Singapur    | 5      |
|  |            |             |            |                  |  | 4      | Indien      | 3      |
|  |            |             |            |                  |  |        |             |        |

#### Halbfinale
| 1. März 2014 16:00 Uhr (Ortszeit) | Kirgisistan | 16:2 (6:1, 5:1, 5:0) Spielbericht | Indien | Gorodskoi Katok, Bischkek Zuschauer: 385 |

| 1. März 2014 19:00 Uhr | Singapur | 1:2 n. P. (0:0, 0:1, 1:0, 0:0, 0:1) Spielbericht | Macau | Gorodskoi Katok, Bischkek Zuschauer: 214 |

#### Spiel um Platz 3
| 2. März 2014 11:00 Uhr | Singapur | 5:3 (1:1, 2:0, 2:2) Spielbericht | Indien | Gorodskoi Katok, Bischkek Zuschauer: 326 |

#### Finale
| 2. März 2014 14:00 Uhr | Kirgisistan | 4:5 (0:1, 4:3, 0:1) Spielbericht | Macau | Gorodskoi Katok, Bischkek Zuschauer: 476 |

### Abschlussplatzierungen
| Pl. | Team        |
| 1   | Macau       |
| 2   | Kirgisistan |
| 3   | Singapur    |
| 4   | Indien      |